# Грифит (остров, Нунавут)

Остров Грифит (на английски: Griffith Island) е 77-ият по големина остров в Канадския арктичен архипелаг. Площта му е 189 км2, която му отрежда 109-о място сред островите на Канада. Административно принадлежи към канадската територия Нунавут. Необитаем.
Островът се намира в централната част на протока Бароу, отделящ островите Корнуолис на север от Съмърсет на юг. Широкият 12 км проток Резолюшън го отделя на североизток от остров Корнуолис, а на 48 на юг се намира остров Съмърсет.
Бреговата му линия с дължина 63 км е слабо разчленена, като само на северозападното крайбрежие в сушата се вдава малкия залив Дайърс. Има овална форма, издължена от северозапад на югоизток на 18 км, а максималната му ширина е 11 км.
Релефът на острова е платовиден с максимална височина от 188 м в южната част на острова. Има няколко дълбоко врязани долини, по които през краткото арктическо лято се спускат къси реки към брега.
Островът е открит през август 1819 г. от английския полярен изследовател Уилям Едуард Пари, който поради стратегическото положение на острова по средата на т.нар. „Северозападен проход“ създава голям хранителен склад за следващите полярни експедиции. По късно, през 1850-1851 г., поради тази причине, той става основна база на бретанската полярна експедиция, възглавявяна от Хорацио Остин, изпратена да търси изчезналата експедиция на Джон Франклин.
|  | Тази страница частично или изцяло представлява превод на страницата Griffith Island (Nunavut) в Уикипедия на английски. Оригиналният текст, както и този превод, са защитени от Лиценза „Криейтив Комънс – Признание – Споделяне на споделеното“, а за съдържание, създадено преди юни 2009 година – от Лиценза за свободна документация на ГНУ. Прегледайте историята на редакциите на оригиналната страница, както и на преводната страница, за да видите списъка на съавторите. ВАЖНО: Този шаблон се отнася единствено до авторските права върху съдържанието на статията. Добавянето му не отменя изискването да се посочват конкретни източници на твърденията, които да бъдат благонадеждни. |